# 高涂社区
高涂社区是位于浙江省舟山市岱山县衢山镇中部的一个聚落和渔农村新型社区，下辖里高涂村、外高涂村、龙亭村，现社区办公地设在外高涂村。

## 经济
高涂社区南边广阔区域为衢山镇最大的盐场。外高涂村家家户户种植水果，该村以盛产水果而闻名，里高涂村有一岱山县较大的编织厂。

## 社会
原桂花中学位于里高涂村东南，现已搬迁，中学原址已成为桂花幼儿园就读点。衢山镇社区卫生服务中心就设在里高涂村，位于里高涂村委大楼对面。